# Suwerenna Polska
Suwerenna Polska (deutsch Souveränes Polen), bis 3. Mai 2023 Solidarna Polska (deutsch Solidarisches Polen, kurz SP), war eine rechte Partei in Polen. Sie war eine Abspaltung von der Recht und Gerechtigkeit (PiS), mit der sie aber mittlerweile in Form eines Bündnisses eng kooperiert und mit der sie sich am 12. Oktober 2024 zusammenschloss.
Die offizielle Parteigründung fand am 24. März 2012 statt. Parteivorsitzender war bis zu einer schweren Erkrankung Gründer Zbigniew Ziobro; von Mitte Dezember 2023 bis Mitte Oktober 2024 war es Patryk Jaki.

## Geschichte
Der Abspaltung vorausgegangen waren Streitigkeiten zwischen dem Parteivorsitzenden der PiS Jarosław Kaczyński und einer Gruppe um dem damaligen EU-Abgeordneten Zbigniew Ziobro aufgrund einer neuerlichen Wahlniederlage der PiS bei den Parlamentswahlen am 9. Oktober 2011.
Ziobro und die Europaabgeordneten Jacek Kurski und Tadeusz Cymański wurden wegen ihrer Kritik am Führungsstil Kaczyńskis im November 2011 aus der PiS ausgeschlossen. Daraufhin bildeten 16 befreundete PiS-Abgeordnete aus Protest eine eigene Fraktion im Parlament, um die Parteiausschlüsse zu widerrufen, wurden jedoch selbst aus der Partei ausgeschlossen.
Im Dezember 2011 verließen die ausgeschlossenen EU-Abgeordneten sowie ein weiteres Mitglied die Fraktion ECR im Europäischen Parlament und schlossen sich der deutlich europaskeptischen Fraktion EFD an.
Fünf Monate nach seinem Parteiausschluss gründete Ziobro im März 2012 die Partei „Solidarna Polska“ und ist seitdem deren Parteichef.
Bei den Europawahlen 2014, dem ersten Wahlantritt der SP, verpasste die Partei den Einzug ins EU-Parlament.
Nach einem Versöhnungsausruf vom PiS-Parteichef Kaczyński schloss die SP im Sommer 2014 zusammen mit PiS und der liberalkonservativen Polska Razem eine Übereinkunft, die vorsah, dass alle drei Parteien als einheitliche Gruppierung bei den Wahlen antreten sollten sowie gemeinsam einen Präsidentschaftskandidaten für 2015 unterstützten.
Bei den Regionalwahlen Ende 2014 trat sie laut dieser Übereinkunft unter der Wahlliste der PiS an und konnte fünf Sitze in den Sejmiks erlangen.
Bei den Parlamentswahlen im Oktober 2015, bei der diese Dreier-Gruppe die Regierungsmehrheit erlangte, konnte die SP neun eigene Abgeordnete in den Sejm sowie zwei Senatoren in den Senat entsenden. Diese gehören der PiS-Fraktion an. Parteivorsitzender Zbigniew Ziobro wurde im Kabinett Szydło neuer Justizminister, später zusätzlich Generalstaatsanwalt.
Am 3. Mai 2023 änderte die Partei ihren Namen in Suwerenna Polska (Souveränes Polen). Am 12. Oktober 2024 schloss sie sich mit der PiS zusammen.

## Zusammenarbeit mit anderen Parteien
Seit 2014 tritt die SP im Wahlbündnis Zjednoczona Prawica (Vereinigte Rechte) zu Wahlen an.